# (42355) Typhon
(42355) Typhon ist ein Asteroid, der der Gruppe der Zentauren angehört. Am 15. Februar 2006 wurde die Entdeckung eines Mondes bekanntgegeben – es handelt sich hierbei um die erste Entdeckung eines Doppelsystems in der Klasse der Zentauren. Da Echidna etwa die Hälfte des Durchmessers von Typhon aufweist, kann dieses System auch als Doppelasteroidensystem verstanden werden.

## Entdeckung und Benennung
Typhon wurde am 5. Februar 2002 im Rahmen des NEAT-Programms am Palomar-Observatorium entdeckt. Der Asteroid erhielt am 26. Mai 2002 die vorläufige Bezeichnung 2002 CR46 sowie die Kleinplanetennummer 42355.
Der Asteroid wurde nach dem Riesen Typhon aus der griechischen Mythologie benannt.
Nach seiner Entdeckung ließ sich Typhon auf Fotos vom 28. Dezember 1989 identifizieren und so seine Umlaufbahn genauer berechnen. Seither wurde der Planetoid durch das Herschel-Weltraumteleskop sowie erdbasierte Teleskope beobachtet. Im April 2017 lagen insgesamt 295 Beobachtungen in einem Zeitraum von 27 Jahren vor.
Wie alle anderen transneptunischen Objekte außer Pluto besitzt Typhon kein offizielles oder allgemein verwendetes astronomisches Symbol. Im Internet kursierende Typhonsymbole wie z. B.  sind Entwürfe von Privatpersonen. Eine offizielle Symbolzuweisung ist nicht zu erwarten, da astronomische Symbole in der modernen Astronomie nur noch eine untergeordnete Rolle spielen.

## Eigenschaften
Typhon umkreist die Sonne auf einer leicht elliptischen Umlaufbahn zwischen 17,58 AE und 58,53 AE Abstand zu deren Zentrum. Damit befindet sich das Perihel des Kleinplaneten innerhalb der Uranus-Bahn, das Aphel dagegen weit außerhalb der Bahn von Pluto – Typhon kreuzt daher während seines 234,76-jährigen Umlaufs die Bahnen von zwei Planeten. Die Bahnexzentrizität beträgt 0,538, die Bahn ist 2,43° gegenüber der Ekliptik geneigt.
Über das Rotationsverhalten von Typhon herrscht noch einige Unklarheit. Verschiedene Beobachtungen ergaben sehr verschiedene Werte, die von 3,66, 4,35, 5,00 bis 9,67 Stunden reichen.
Typhon hat einen Durchmesser von etwa 162 km, eine absolute Helligkeit von 7,6m und eine geometrische Albedo von 0,1. Über die Masse ist derzeit noch nichts bekannt.
| Jahr                                         | Abmessungen km   | Quelle            |
| -------------------------------------------- | ---------------- | ----------------- |
| 2008                                         | 152,0 +28,0−32,0 | Grundy u. a.      |
| 2011                                         | 112,0 ± 26,0     | Grundy u. a.      |
| 2012                                         | 162,0 ± 7,0      | Santos–Sanz u. a. |
| 2012                                         | 137,0 ± 30,0     | Stansberry u. a.  |
| 2014                                         | <76,0            | Thirouin u. a.    |
| 2018                                         | 193,0            | Brown             |
| Die präziseste Bestimmung ist fett markiert. |                  |                   |

## Mond
(42355) Typhon I (Echidna) (provisorische Bezeichnung S/2006 (42355) 1) wurde nach einer Gestalt der griechischen Mythologie – Echidna – benannt. Der Mond wurde im Rahmen eines Programms zur Ermittlung der Häufigkeit von Mehrfachsystemen im äußeren Sonnensystem mit der HST-Kamera des Hubble-Teleskops entdeckt und der Öffentlichkeit am 15. Februar 2006 bekanntgegeben. Er hat einen Durchmesser von 89 ± 6 km und besitzt eine mittlere Entfernung von etwa 1300 km. Die Massen beider Körper konnten bisher noch nicht bestimmt werden.
Das Typhon-System in der Übersicht:
| Name    | Durchmesser (km) | Relativgröße (%) | Masse (kg) | Große Halbachse (km) | Umlaufzeit (d) | Exzentrizität | Inklination | Datum Entdeckung |
| ------- | ---------------- | ---------------- | ---------- | -------------------- | -------------- | ------------- | ----------- | ---------------- |
| Echidna | 89,0             | 54,94            | ?          | 1580                 | 18,982         | 0,507         | 42,2°       | 20. Januar 2006  |

## Konsequenzen der Entdeckung des Mondes
Die Zentauren sind häufigen nahen Begegnungen mit den großen Planeten ausgesetzt, so dass bisher die Überlebenswahrscheinlichkeit von Mehrfachsystemen in dieser Asteroidenklasse als gering angesehen wurde. Der Mond wurde jedoch bei einer Untersuchung von nur 8 Zentauren gefunden – die tatsächliche Häufigkeit von Mehrfachsystemen kann allerdings erst durch weitere theoretische Analysen und eine vergrößerte Datenbasis durch die genauere Beobachtung weiterer Zentauren ermittelt werden.
Die gängigen Theorien der Kometenentstehung sehen in den Zentauren der äußeren Planeten Uranus und Neptun die Vorläufer der kurzperiodischen Kometen. Die Entdeckung eines Satelliten in dieser Asteroidenklasse wirft daher die Frage nach möglichen Satelliten von Kometen auf – allerdings wurde bisher noch kein „Kometenmond“ entdeckt. Falls die Häufigkeit von Mehrfachsystemen unter den Zentauren tatsächlich größer sein sollte als bisher angenommen, so ist auch unter den (kurzperiodischen) Kometen ein signifikanter Anteil von Mehrfachsystemen zu erwarten.